# Ikarus 263T
Ikarus 263Т — высокопольный троллейбус, созданный в единственном экземпляре путём переоборудования автобуса модификации Ikarus 263.10 силами троллейбусного депо Понграц-Кёбанья.

## История

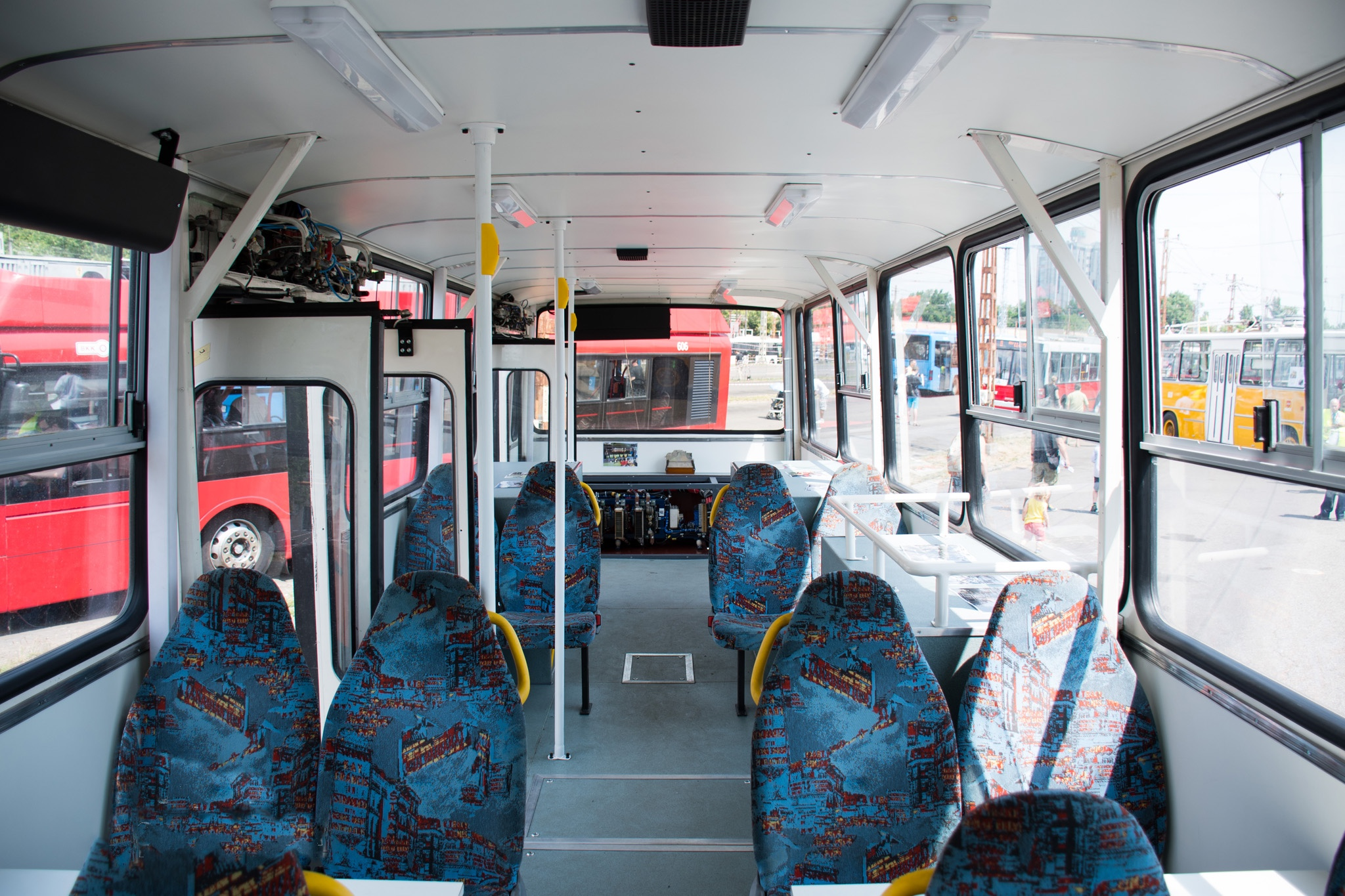
Салон

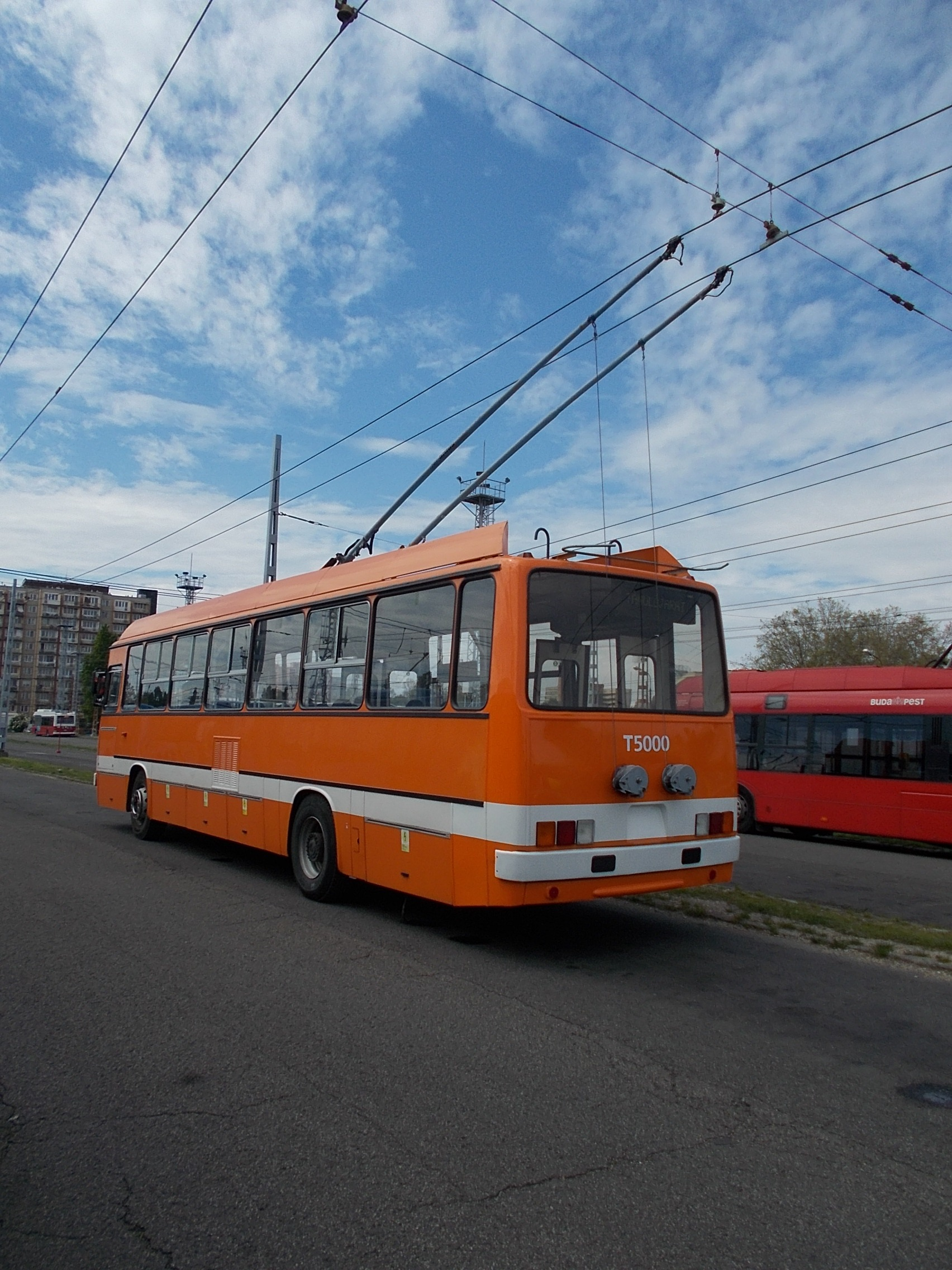
Вид сзади

В прошлом данная машина являлась автобусом модификации Ikarus 263.10 и первоначально предназначался для экспорта в Россию. Автобус получил государственный номер GZF-169 и поставлен в Дебрецен. В середине 2000-х годов автобус прошёл модернизацию для планировавшейся установки ГБО, для чего в салоне поперек крыши были приварены четыре трубчатых ребра. В 2010 году выкуплен Будапештом и принят на баланс в автобусный парк Обуды. В октябре 2014 года автобус был отстранён от пассажирской эксплуатации в связи с износом ресурса ДВС, а позднее поступил в троллейбусное депо Понграц-Кёбанья для переоборудования в троллейбус.
Обстоятельство, приведшее к выбору модернизации машины только в качестве учебной, вызвано оглядкой на нерациональность использования дорогостоящих низкопольных троллейбусов Solaris Trollino 12 для обучения новых водителей. В ходе модернизации был осуществлён капитальный ремонт кузова и салона, а вся дизельная составляющая заменена на электрическую. Троллейбус получил электрооборудование фирм Ganz и Lanta, позаимствованное со списанных троллейбусов модификации Ikarus 280.94 и имеет тиристорно-импульсную систему управления. Отличительной особенностью также стало использование фальшбортов на крыше поперек бортов, впрочем не применявшееся на модернизированных модификациях троллейбуса Ikarus 280T. Количество сидячих мест уменьшено до 12 штук, что связано с установкой трёх инвертарных шкафов напротив средней двери и над задней осью. В задней части салона размещена контакторная панель. Троллейбус оборудован учебной кабиной водителя, а на месте инструктора установлена дополнительная педаль тормоза и кнопка аварийной остановки. Торпеда водителя оснащена индикационной панелью имитатора ошибок, позволяющая инструктору моделировать различные неполадки в эксплуатации транспортного средства.